# ماساتو يامازاكي
ماساتو يامازاكي (باليابانية: 山﨑 雅人) (4 ديسمبر 1981 في كيوتو في اليابان – )؛ هو لاعب كرة قدم ياباني سابق كان يلعب كمهاجم.

## وصلات خارجية
- ماساتو يامازاكي على موقع الاتحاد الدولي (مؤرشف)  (الإنجليزية)
- ماساتو يامازاكي على موقع رابطة كرة القدم اليابانية للمحترفين (اليابانية)
- ماساتو يامازاكي على موقع قاعدة بيانات كرة القدم.إي يو (الإنجليزية)
- ماساتو يامازاكي على موقع Soccerway.com (الإنجليزية)
- ماساتو يامازاكي على موقع عالم كرة القدم.نت (الإنجليزية)